# والتر جود
والتر جود (بالإنجليزية: Walter Judd)‏ (25 أكتوبر 1926 في المملكة المتحدة - 18 ديسمبر 1964 في المملكة المتحدة) هو لاعب كرة قدم بريطاني (وحمل سابقاً جنسية المملكة المتحدة لبريطانيا العظمى وأيرلندا) في مركز الهجوم. شارك مع منتخب إنجلترا لكرة القدم الرديف. أما مع النوادي، فقد لعب مع نادي ساوثهامبتون.

## وصلات خارجية
1. ↑  Hugman 1981، صفحة 202.